# Jean Bonnail
Jean Bonnail, né le 13 novembre 1852 à Rivel, dans l'Aude et mort le 25 juillet 1928 à Sainte-Colombe-sur-l'Hers, est un industriel et un homme politique de la Troisième République.

## Biographie
Industriel, Jean Bonnail dirige sa manufacture de draperies à Sainte-Colombe-sur-l'Hers toute sa vie.
Président de la Société de secours mutuel de Sainte-Colombe-sur-l'Hers, il est élu maire de la ville en 1878. En 1892, il est élu conseiller général du Canton de Chalabre (Aude), et le reste jusqu'à son décès le 25 juillet 1928.
Jean Bonnail, membre du parti radical-socialiste, est élu le 17 mars 1912 député de l'Aude de la circonscription de Limoux, 3e circonscription de l'Aude. Il remplace Étienne Dujardin-Beaumetz, qui vient d'être élu sénateur de l'Aude.
Son élection intervient après une campagne électorale épique, dont on parle toujours dans les familles audoises. La droite locale, les conservateurs, les maurassiens, des radicaux dissidents tels Paulin Nicoleau, maire de Quillan, des socialistes autonomistes avec Ernest Ferroul, maire de Narbonne provoquèrent la candidature du célèbre aviateur Jules Védrines. Ce dernier fit campagne en se déplaçant en avion ; il se posait dans un champ proche du village où il devait tenir une réunion électorale, ce qui en 1912 n'était pas courant.
Mais Jean Bonnail est élu député de l'Aude et réélu le 26 avril 1914. Il ne se représente pas aux élections du 16 novembre 1919, se consacrant à sa manufacture et à son mandat de conseiller général de l'Aude, canton de Chalabre.

## Sources
- Ressources relatives à la vie publique :   - base Léonore
  - Base Sycomore
- « Jean Bonnail », dans le Dictionnaire des parlementaires français (1889-1940), sous la direction de Jean Jolly, PUF, 1960 [détail de l’édition]